# بارانويا (فلم 2013)
بارانويا (بالإنجليزية: Paranoia) هو فيلم إثارة أُصدر في الولايات المتحدة سنة 2013.

## ملخص القصة
تدور أحداث الفيلم حول الموظف آدم كاسيدى الذي يحاول الترقى في وظيفته، فيستغل رئيسه المباشر طموحه الزائد، ويعرض عليه تحقيق أحلامه مقابل التجسس على منافسه في السوق - وهو معلم آدم القديم-، يوافق آدم على القيام بذلك، وتتغير حياته للأفضل، فينتقل لمكتب أفضل وراتب أعلى.

## القصة
آدم كاسيدي مخترع في التقنية ذو مستوى منخفض يعمل في شركة يديرها نيكولاس وايت. بعد طرده من العمل بسبب العصيان، يستخدم آدم بطاقة ائتمان الشركة لدفع ثمن خدمة حفلة لأصدقائه في نادي مرتفع التكلفة ب16 الف دولار. قام وايت ومساعده، مايلز ميتشوم، بابتزاز آدم ليصبح جاسوسًا لشركة وايت من خلال التهديد بالقبض عليه بتهمة الاحتيال.
تم تدريب آدم على يد جوديث بولتون الاخصائية النفسية وتسلل إلى شركة يديرها جوك جودارد مدير وشريك ومعلم وايت السابق. يزود جودارد، الذي سرق العديد من أفكار وايت، ببرنامج متقدم قادر على اختراق الهواتف المحمولة، مع التطبيقات العسكرية المحتملة. يستجوب عميل مكتب التحقيقات الفيدرالي غامبل آدم، ويكشف عن العثور على ثلاثة موظفين آخرين في شركات وايت الذين انتقلوا إلى شركة جودارد ميتين، لكن آدم يتجاهله.
يكتشف آدم أن إيما جينينغز، وهي امرأة التقى بها خلال الحفلة، هي مديرة التسويق في شركة جودارد. بدأ علاقة مع إيما لسرقة ملفات حول مشاريع جودارد القادمة. يهدد وايت بقتل والد آدم، فرانك كاسيدي، إذا لم يسرق آدم نموذجًا أوليًا للهاتف الخلوي الثوري، يُدعى Occura الذي طوره جودارد. اكتشف آدم لاحقًا أن مايلز ميتشوم و جوديث بولتون يراقبونه، لذلك دمر الكاميرات في شقته. ردا على ذلك، دهس ميتشوم صديق آدم، كيفن، بسيارة، وكاد يقتله. أُعطي آدم 48 ساعة لسرقة النموذج الأولي.
يستخدم آدم بصمة صديقته إيما جينينغزالمرفوعة من ملعقة طعام للوصول إلى خزينة الشركة الرئيسية. يواجه هناك من قبل جودارد، الذي ينوي الاستيلاء على شركة وايت مع دليل على أن آدم كان يتصرف كجاسوس من جهة وايت. تكتشف إيما أن آدم استخدمها. يقوم آدم بتجنيد كيفن لمساعدته. تم تحديد لقاء مع وايت وجودارد، حيث تم الكشف عن أن بولتون قد تجسست ضد وايت نيابة عن جودارد. كلا الرجلين يتحدثان عن الجرائم التي ارتكباها لتخريب شركات بعضهما البعض.
استخدم آدم سرًا برنامجًا لنقل محادثتهم إلى صديقه كيفن، الذي تم تسليم تسجيلاته الحاسوبية إلى مكتب التحقيقات الفيدرالي. ألقت غامبل القبض على جودارد ويات وبولتون وميشوم، بينما أطلق سراح آدم لمساهمته في تحقيق مكتب التحقيقات الفيدرالي. افتتح شركة صغيرة في بروكلين مع كيفن وأصدقائهم، ويتصالح مع إيما، وشكرها بقبلة عاطفية.

## طاقم التمثيل
- غاري أولدمان
- آمبر هيرد
- هاريسون فورد
- جوليان مكماهون
- جوش هولواي

## الميزانية والإيرادات
بلغت تكلفة إنتاج الفيلم حوالي 35 مليون دولار بينما حقق أرباحاً تقدر بـ 13,785,015 دولار.

## روابط خارجية
- مقالات تستعمل روابط فنية بلا صلة مع ويكي بيانات

## المصاادر
1. ↑  Paranoia - فيلم - 2013 - طاقم العمل ، فيديوهات ، صور ، نقد فني - السينما.كوم نسخة محفوظة 22 أبريل 2016 على موقع واي باك مشين.